# 翻車魚
翻車魚（學名：Mola mola），是屬於魨形目翻車魨科的一種魚，又名翻車魨、曼波魚，該物種原產於世界各地的熱帶和溫帶水域，也见于寒带海洋，属于大型大洋性鱼类。该物种的模式产地在地中海。翻車魚是世界上已知最重的兩種硬骨魚之一，另一種是南方翻車魚（學名：Mola alexandrini）。成年翻車魚的體重一般在247到1000公斤之間。翻車魚形似一個長著尾巴的魚頭，身體扁平。翻車魚的背鰭和臀鰭較長，展開可超過身長。
翻車魚的食物來源十分廣泛，主要以小型魚類、魚類幼體、魷魚和甲殼動物為食，曾經被認為是翻車魚主要食物來源的水母和紐鰓樽只佔15%。雌性翻車魚可產下多達3億枚卵，比任何已知的脊椎動物都要多。幼年翻車魚類似於四齒魨，有著較大的胸鰭和尾鰭以及成年翻車魚所沒有的刺狀突起。
成年翻車魚很少遭到天敵捕食，但海獅、虎鯨和鯊魚以它們為食。翻車魚在部分地區被認為是一種美味，如日本、韓國和臺灣。歐盟法規禁止銷售翻車魚相關產品。翻車魚經常被流刺網所捕獲。
翻車魚屬於魨形目。魨形目還包括四齒魨科、二齒魨科和單棘魨科等等，它們有許多共同的特徵。翻車魚是該屬的模式種。

## 命名與分類

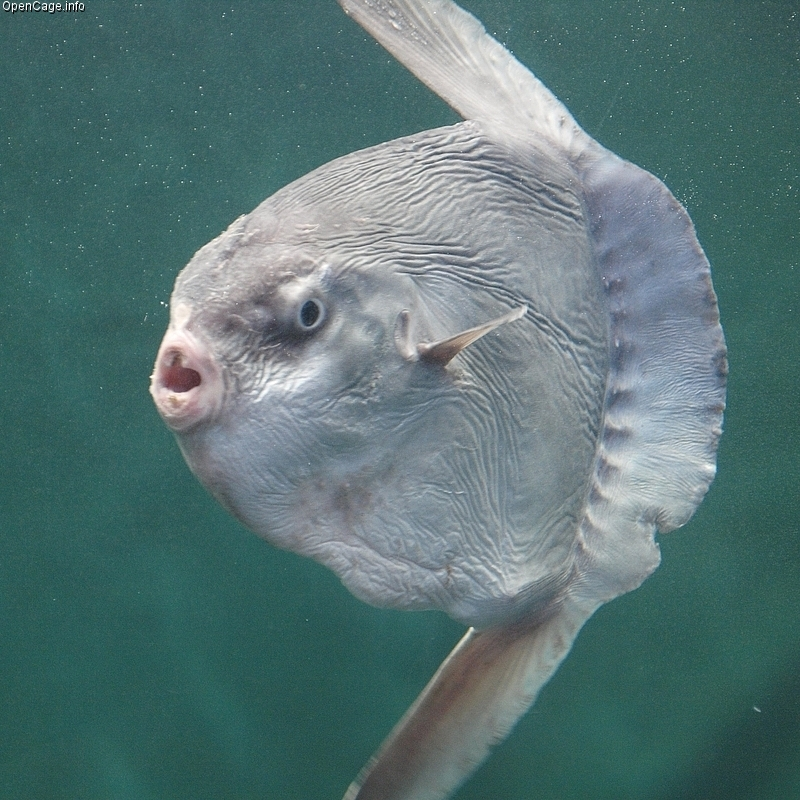
翻車魚是所有硬骨魚中最重的。它身體扁平，身長和身高差不多。

翻車魚的許多名字都與它扁平的形狀有關。它的學名mola是拉丁語「石磨」的意思，因其灰色、粗糙的皮膚和圓形的身體很像石磨而得名。它的英文名字是sunfish（太陽魚），因為翻車魚有在水面上曬日光浴的習慣。因其圓形的身體，它在荷蘭語、葡萄牙語、法語、西班牙語、加泰羅尼亞語、意大利語、俄語、希臘語、挪威語、德語中分別被稱為maanvis, peixe lua, Poisson lune, pez luna, peix lluna , Pesce luna, рыба-луна, , månefisk, Mondfisch，都是「月亮魚」的意思。在德國，這種魚也被稱為「漂浮的頭」（Schwimmender Kopf），或「游泳的頭」。在波蘭語中，它被稱作samogłów，意思是「孤獨的頭」，因為它沒有真正的尾巴。在瑞典語、丹麥語和挪威語中，它也被稱為klumpfisk，在荷蘭語中也被稱為klompvis，在芬蘭語中被稱為möhkäkala，都是「塊狀魚」的意思。翻車魚有各種已經廢棄的異名。因其最初被分類在魨屬，所以被稱為Tetraodon mola。
現在它被歸為翻車魨屬。翻車鲀屬包含兩個物種：翻車魚和南方翻車魚（以前被稱為拉氏翻車魚）。翻車魚是該屬的模式種。
翻車魨屬是翻車鲀科的成員。翻車鲀科包含三個屬:矛尾翻車魨屬、翻車魨屬和長翻車魨屬。
翻車魚屬於魨形目。魨形目還包括四齒魨科、二齒魨科和單棘魨科等等，它們有許多共同的特徵，比如四顆融合成喙的牙齒。魨形目的學名Tetraodontiformes就來源於此（=四，=牙齒，=形狀）。

## 特徵

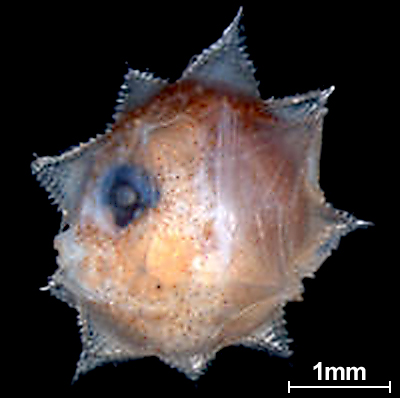
翻車魚魚苗，身上仍然有刺，但隨著生長會逐漸消失

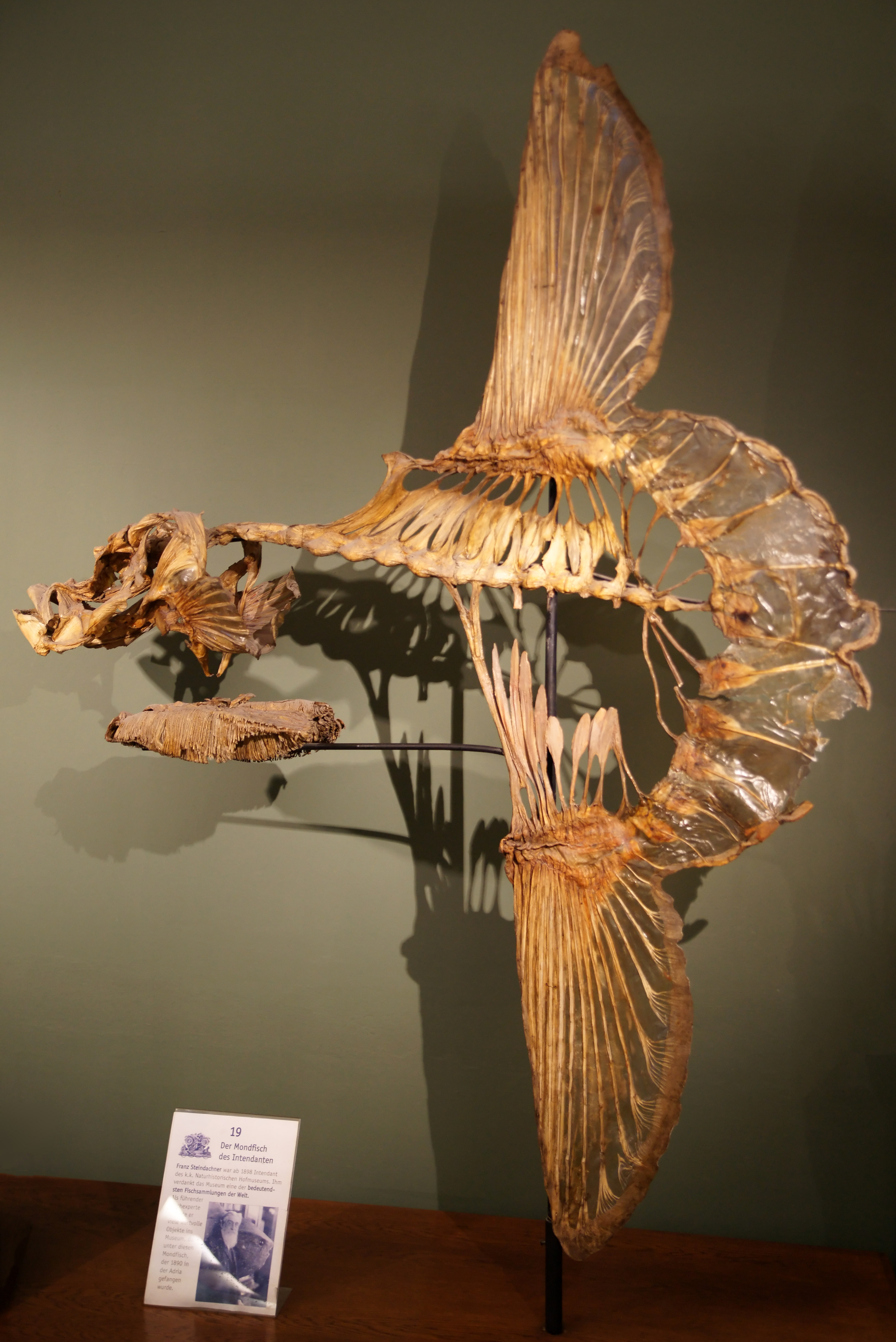
翻車魚骨架，展示了翻車魚鰭的結構

翻車魚的尾鰭被一個圓形的鰭片所取代。身體扁平。正面看過去像一個長長的橢圓。胸鰭小，呈扇形。背鰭和臀鰭較長，展開可超過身長。
成年翻車魚平均長度為1.8米，背鰭到臀鰭長度為2.5米，體重從247至1000公斤不等甚至更重。最大長度為3.3公尺，鰭長4.2公尺，重量高達2300公斤。
相較於其他魚類，翻車魚的椎骨更少，相對於身體也更短。雖然翻車魚屬於硬骨魚，但它的身體主要靠一些軟骨組織來支撐。軟骨較硬骨更輕，這使得它可以長到其他硬骨魚無法達到的大小。翻車魚的牙齒融合成喙狀結構，這使它們無法完全閉合嘴部，它們的咽喉處還有咽頭齒。
翻車魚沒有魚鰾。一些研究表明，就像其他有毒的魨形目一樣，它們內臟器官中同樣聚集著河魨毒素，但也有人質疑這一說法。

### 鰭
翻車魚的尾鰭隨著演化而消失不見，取而代之的是一個塊狀的假尾。假尾是由背鰭與臀鰭匯合形成的，起到了方向舵的作用。假尾上有光滑的齒狀突起以及12個鰭條，末端有一些圓形的小骨。
翻車魚經常在水面附近游泳，它們突出的背鰭有時會被誤認為是鯊魚的背鰭。其實，這兩種魚可以通過鰭的運動方式來區分。與大多數魚不同的是，翻車魚通過擺動它的背鰭和臀鰭進行游動，就像划船一樣。

### 皮膚
成年翻車魚的皮膚從棕色到銀灰色或白色都有，有些特定的區域還會有斑點。背部的顏色通常較深，而腹部則較淺，這是一種被稱為反影偽裝的偽裝方法。翻車魚還能改變皮膚顏色，尤其是在受到攻擊時。翻車魚的皮膚中含有大量網狀膠原蛋白。腹部皮膚可達7.3公分厚，被齒狀突起和一層黏液所覆蓋，但翻車魚沒有魚鱗。翻車魚的皮膚像砂紙一樣粗糙，但假尾的皮膚卻較為光滑。
翻車魚的皮膚和體內寄生著的寄生蟲可能超過40種，這讓翻車魚不得不通過各種方式來去除寄生蟲。最常見的翻車魚寄生蟲是一種叫做Accacoelium contortum的扁形動物。
在溫帶地區，有不少清潔魚生活在漂浮的海藻附近，它們可以清除翻車魚皮膚上的寄生蟲。在熱帶地區，翻車魚則會向珊瑚礁魚類尋求幫助。翻車魚側著身子在水面曬太陽，也能讓海鳥以它皮膚上的寄生蟲為食。人們觀察到某些翻車魚甚至可以躍出水面大約3公尺，而目的顯然是為了清除固著在身體內的寄生蟲。

## 分佈與行為

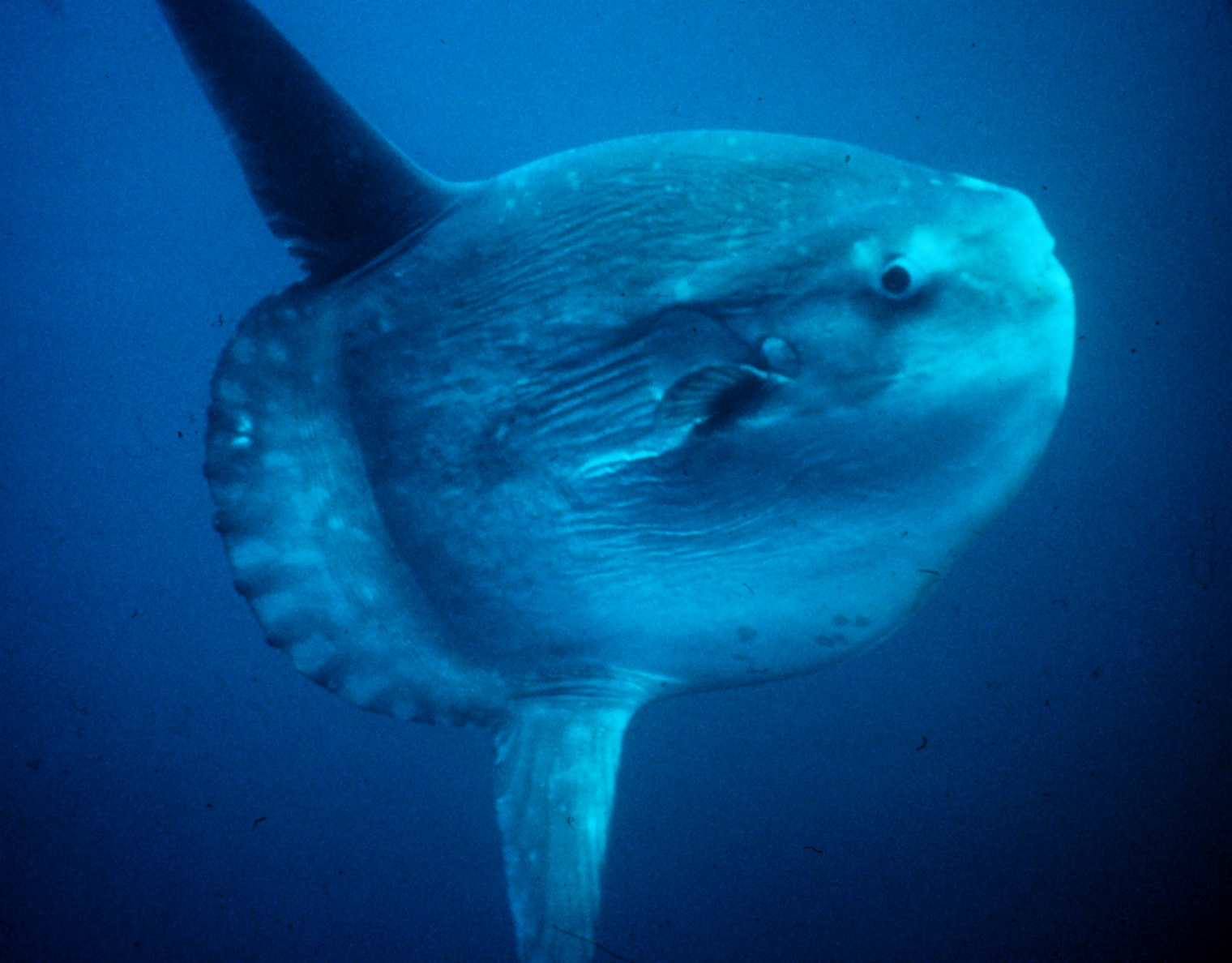
翻車魚的典型泳姿

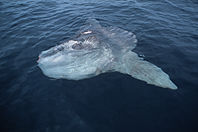
在水面上曬太陽的翻車魚

翻車魚是世界上所有溫帶和熱帶海洋的原生物種。大西洋和太平洋的翻車魚在基因型上有很大差異，但南北半球個體之間的基因差異很小。
雖然早期研究表明翻車魚主要是隨洋流而移動，但有記錄顯示，翻車魚可以每天以3.2公里每小時的速度游動26公里。而且它們在捕食或躲避捕食者的時候也能快速移动，甚至能垂直躍出水面。一個普遍的誤解是翻車魚大部分時間都在水面上曬太陽，實際上成年翻車魚一生中大部分時間都在超過200公尺的深處積極狩獵，佔據著海洋中的透光帶與中層帶。
翻車魚通常生活在溫度高於12 °C的水中，長時間處於12 °C或更低溫度的環境下會導致其迷失方向並最終死亡。翻車魚有時會在水面上側著身子游泳，將盡可能多的皮膚暴露在陽光之下。這或許是一種補充熱能的方法，幫助翻車魚潛入更深更冷的水域中獲取食物。不過在較冷的水域中也發現過翻車魚，比如西南英格蘭的海岸附近，這或許意味著海洋溫度正在上升。但鑒於西南英格蘭附近有墨西哥灣暖流的存在，因此這些翻車魚也有可能是被洋流帶來的。
翻車魚通常獨居，但偶爾也會成對出現。

### 進食
基因分析顯示翻車魚的食物來源十分廣泛，主要以小型魚類、魚類幼體、魷魚和甲殼動物為食，曾經被認為是翻車魚主要食物來源的水母和紐鰓樽只佔15%。它們偶爾還會吃大葉藻。這些食物表明翻車魚會在許多不同的水層捕食，從海面到深水，偶爾還會潛至海床。

### 生命週期
人工飼養的翻車魚可以活到10年，但人們尚不清楚它們在自然棲息地可以存活多久，它們的增長率也尚未確定。不過，蒙特雷灣水族館有一條年輕的翻車魚，其體重在15個月內從26公斤增長至399公斤，高度接近1.8公尺。
成年翻車魚龐大的體型與厚實的皮膚令許多小型捕食者望而卻步，但年輕的翻車魚卻很容易被藍鰭鮪魚和鯕鰍所捕食。成年個體亦會被虎鯨、鯊魚和海獅所捕食。
人們對翻車魚的交配行為知之甚少，但是在大西洋、太平洋和印度洋都發現了翻車魚的產卵區。據估計，雌性翻車魚可產下多達3億枚卵，比任何已知的脊椎動物都要多。翻車魚將卵產在水中進行體外受精。
剛孵化的翻車魚幼體只有2.5公釐長，重量不到1克。之後它們會發育成魚苗，魚苗可以長到原來體型大小的6000萬倍，這可以說是所有脊椎動物中最極端的體型變化。
幼年翻車魚有著較大的胸鰭和尾鰭，並且有著成年翻車魚所沒有的刺狀突起，這點類似於他們的近親四齒魨。幼年翻車魚為了安全會聚集起來，但隨著年齡的增長，它們會漸漸開始獨居。

## 基因組
2016年，來自中國國家基因庫和新加坡科技研究局的研究人員與諾貝爾獎得主西德尼·布伦纳，對翻車魚進行了全基因組測序，並發現了一些或許可以解釋它快速生長和龐大體型原因的基因。翻車魚與河魨同屬魨形目，作為魨形目的一員，它亦擁有十分龐大的基因組，包含7.3億對鹼基。對這些數據的分析表明，翻車魚和四齒魨大約在6800萬年前分化，這也證實了其他基於較小數據集的研究結果。

## 與人類的關係

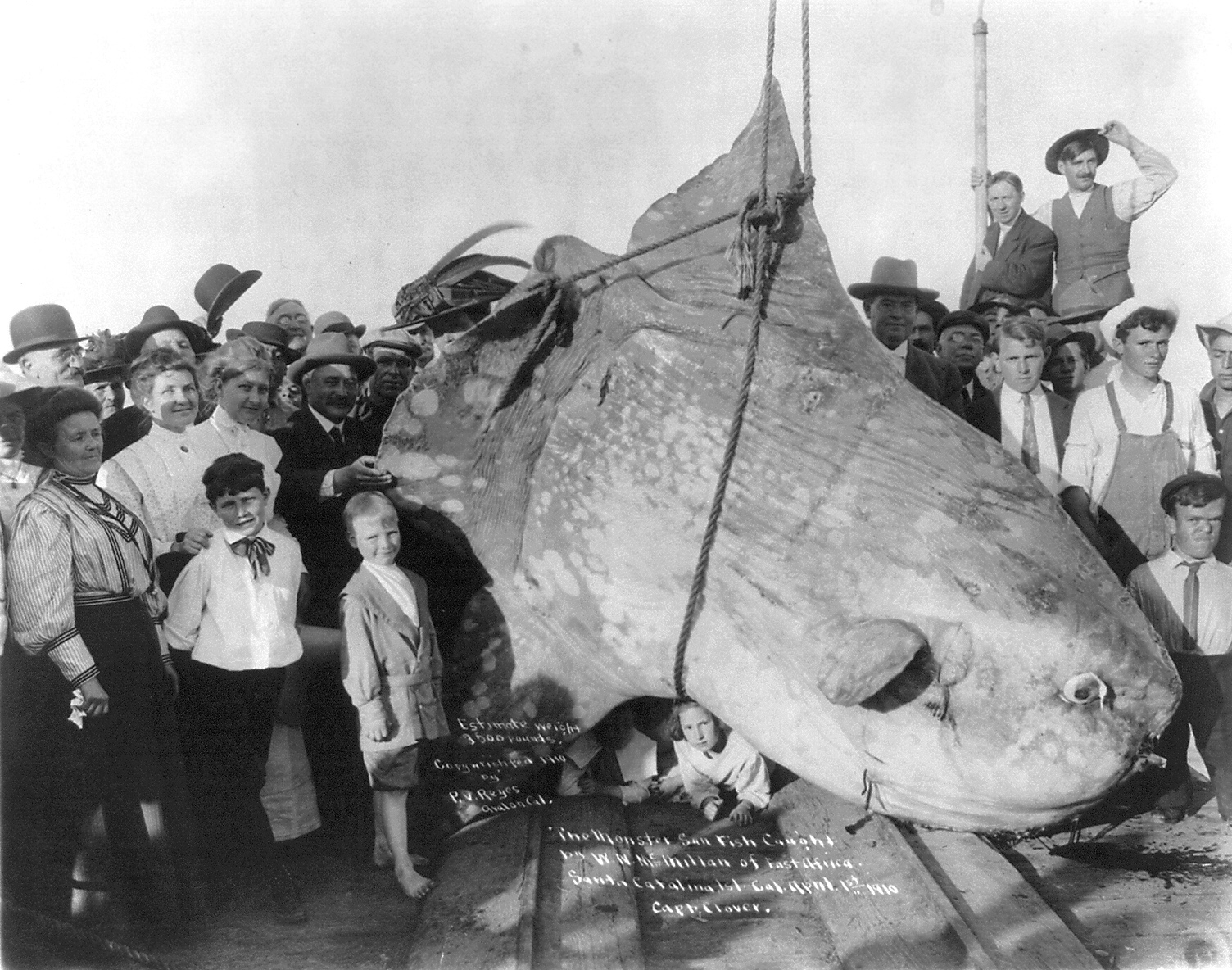
1910年捕獲的翻車魚，重量估計為1600公斤

儘管翻車魚體型巨大，但它們性情溫順，不會對潛水者構成威脅。儘管大翻車魚躍出水面跳到船上確實會構成一些風險，但翻車魚傷人還是十分罕見的。翻車魚常出沒的地方亦是運動潛水的熱門地點。在某些地方翻車魚對潛水員來說已經非常熟悉了。比起游泳者，翻車魚對於划船者來說更危險，因為它的大尺寸和大體重可能會對船隻造成危險。部分地區經常發生與翻車魚的碰撞事故，這可能會對船體、大型船隻的螺旋槳以及其他魚類造成危害。
翻車鱼主要消費市場包括日本、韓國和台灣。翻車魚的所有部位，從鰭到內臟，都能被用於烹飪。翻車魚的某些部分亦會被用於傳統醫學。根據歐洲議會和歐盟理事會第853/2004號法規，歐盟禁止將翻車魚製成漁業產品，因為它們含有對人類健康有害的毒素。
翻車魚經常會被流刺網意外捕獲。在加州，對於使用流刺網的劍魚漁場來說，其總捕獲量的近30%都是翻車魚。在地中海，意外捕獲翻車魚的情況更為常見，總捕獲量的71%到90%都是翻車魚。
在世界範圍內，漁場對翻車魚的傷害和意外捕撈是不受管制的。在一些地區，漁民們會割下翻車魚的魚鰭，因為他們認為翻車魚是毫無價值的魚餌竊賊。失去了背鰭和臀鰭的翻車魚會因無法游動而最終死亡。翻車魚還受到漂浮垃圾的威脅，比如像水母一樣的塑料袋。對翻車魚來說，水母是一種常見的獵物。而誤食塑料袋會使翻車魚窒息，或者填滿它的胃讓它挨餓。
人們對翻車魚在生物學方面的了解仍然很少，各種研究工作正在進行中，包括對翻車魚數目的空中測量、使用彈出式衛星資料記錄器進行衛星監視、對組織樣本的遺傳分析，以及業餘愛好者們對目擊數據的收集。翻車魚數量的減少可能是由於更頻繁的意外捕獲與人類的食用。

### 人工圈養

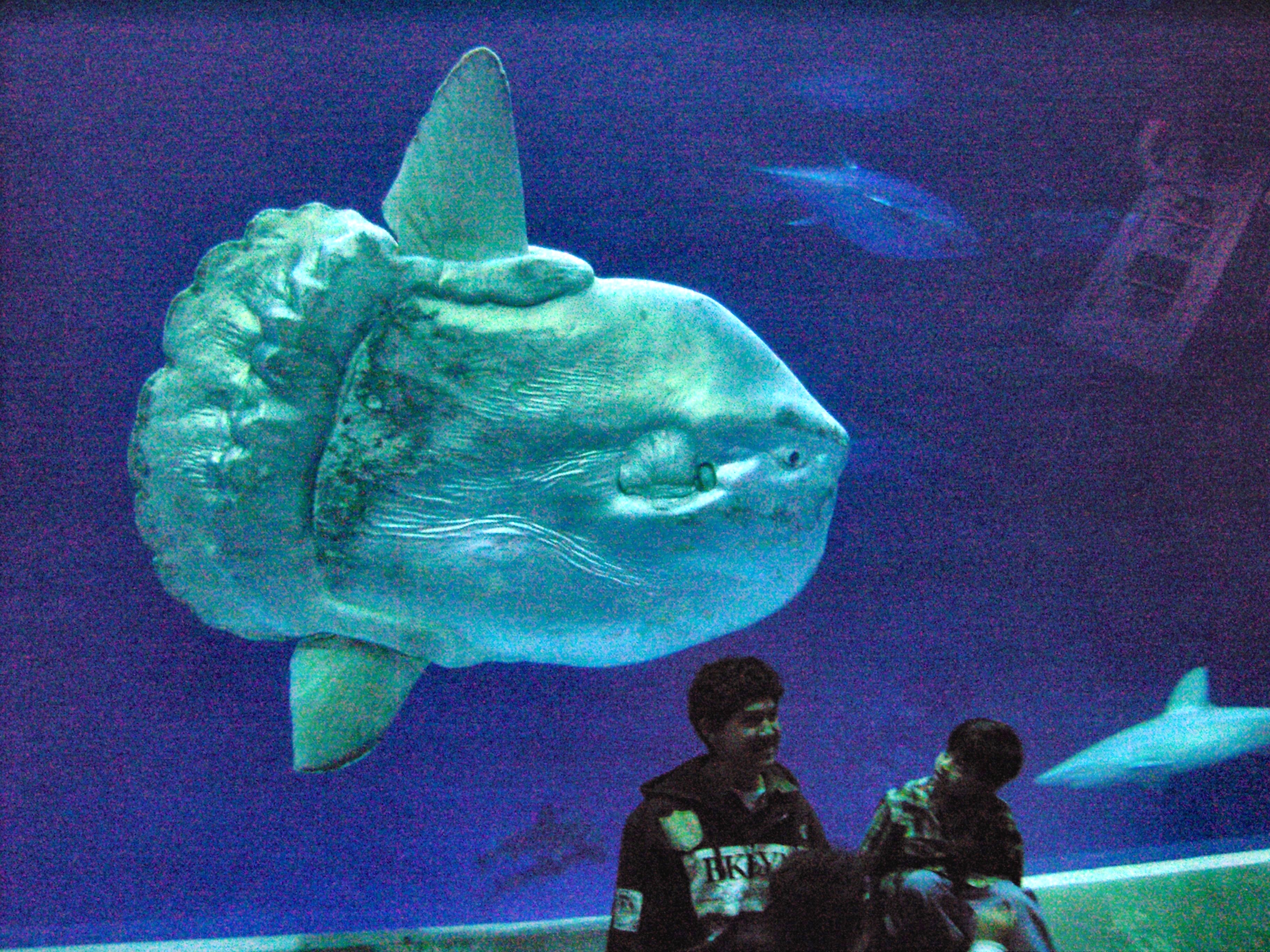
蒙特雷灣水族館的一條翻車魚，從圖中可以看出翻車魚相較於人類的大小。

由於飼養翻車魚的條件十分獨特和苛刻，翻車魚在水族館中並不常見。不過一些亞洲的水族館會展出翻車魚，尤其是在日本。位於大阪市的海遊館是為數不多有翻車魚的水族館之一。據報導，在這家水族館，翻車魚和大型鯨鯊一樣受歡迎。葡萄牙的里斯本海洋水族館的主水箱中有翻車魚，西班牙的瓦倫西亞海洋館也有翻車魚。
位於美國洛杉磯帕洛斯弗迪斯半島的太平洋海洋世界在1961年之前至少養有一條翻車魚，1964年時又養了一條650公斤的翻車魚，據說這是當時捕獲到的最大的翻車魚。1941年，人們捕獲了一條重達1000公斤的翻車魚，並將其送往佛羅里達州聖奧古斯丁附近的一家水族館。
因為以前沒有大規模飼養翻車魚的經驗，水族館的工作人員被迫自行摸索捕獲、飼養翻车鱼以及控制寄生蟲的办法。到了1998年，人工飼養翻車魚的各種問題基本得到解決，翻車魚從此成為了水族館的一大特色。水族館能夠將捕獲到的翻車魚飼養一年以上，當其體重增長到原來的14倍以上時再將其釋放。通過一段時間的訓練，翻車魚可以學會從桿子的一端或人的手上取食。2008年2月14日，蒙特雷灣水族館最大的翻車魚因其惡劣的健康狀況被執行安樂死。
翻車魚動作笨拙，為了防止它們和缸壁摩擦而受傷，飼養員們會採取相應的預防措施。例如，將翻車魚安置在更小的水箱中，並懸掛一個乙烯基聚合物製成的簾子，以此將方形魚缸變成圓形。但這只是一種權宜之計，提供足夠的空間才是更有效的解決辦法。翻車魚的身長可達3.2公尺，為了容納如此龐大的身軀，水箱必須足夠深。
翻車魚還有可能受到其他移動更快、更具攻擊性的魚的威脅。

## 外部連結

### 研究與信息
- FishBase reference （页面存档备份，存于）
- 澳洲博物馆 （页面存档备份，存于）
- OceanSunfish.org （页面存档备份，存于）

### 圖像與影片
- 麥可·詹森的自然歷史攝影 （页面存档备份，存于）
- 菲利普·科拉的攝影/Oceanlight.com （页面存档备份，存于）
- 視頻講座：在開闊的海洋中與巨大的翻車魚一起游泳 （页面存档备份，存于） - 蒂爾尼·泰思（英语：Tierney Thys）
- Skaphandrus.com 翻車魚圖像 （页面存档备份，存于）
- 捕獲超巨型翻車魚/owoh.pet （页面存档备份，存于）